# Madina
Madina je grad u Gani, u regiji Greater Accra. Nalazi se na jugu zemlje, 10 km sjeverno od Accre.
Prema popisu iz 2000. godine, Madina je imala 76.697 stanovnika.